# Czarny Piec
Czarny Piec (deutsch Schwarzenofen) ist ein kleines Dorf in der polnischen Woiwodschaft Ermland-Masuren. Es gehört zur Landgemeinde Jedwabno (1938 bis 1945 Gedwangen) im Powiat Szczycieński (Kreis Ortelsburg).

## Geographische Lage
Czarny Piec liegt am Westufer des Schwarzen Sees (polnisch Jezioro Czarne) in der südlichen Mitte der Woiwodschaft Ermland-Masuren, 25 Kilometer nordöstlich der früheren Kreisstadt Neidenburg (polnisch Nidzica) bzw. 25 Kilometer westlich der heutigen Kreismetropole Szczytno (deutsch Ortelsburg).

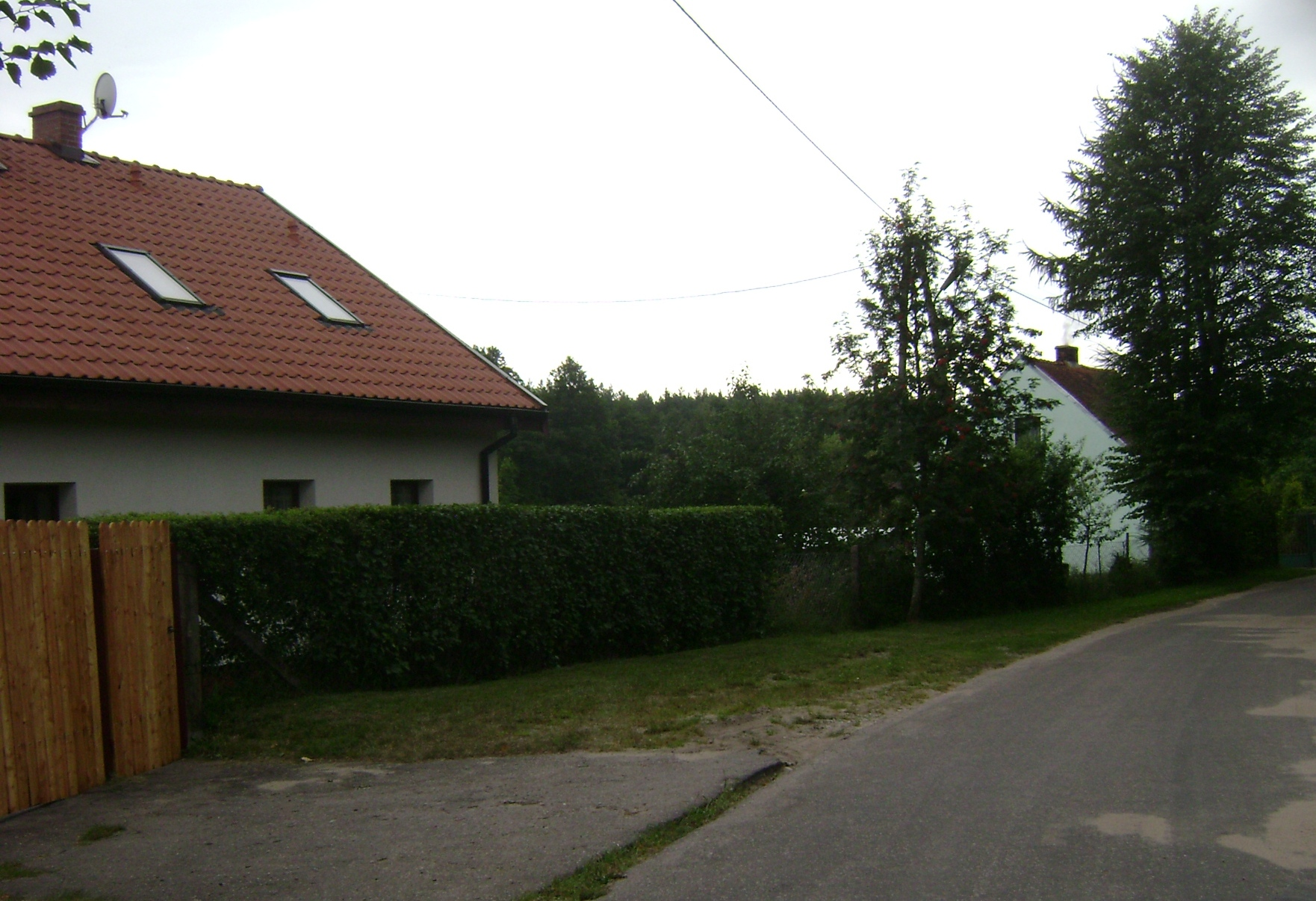
Wohnhäuser in Czarny Piec

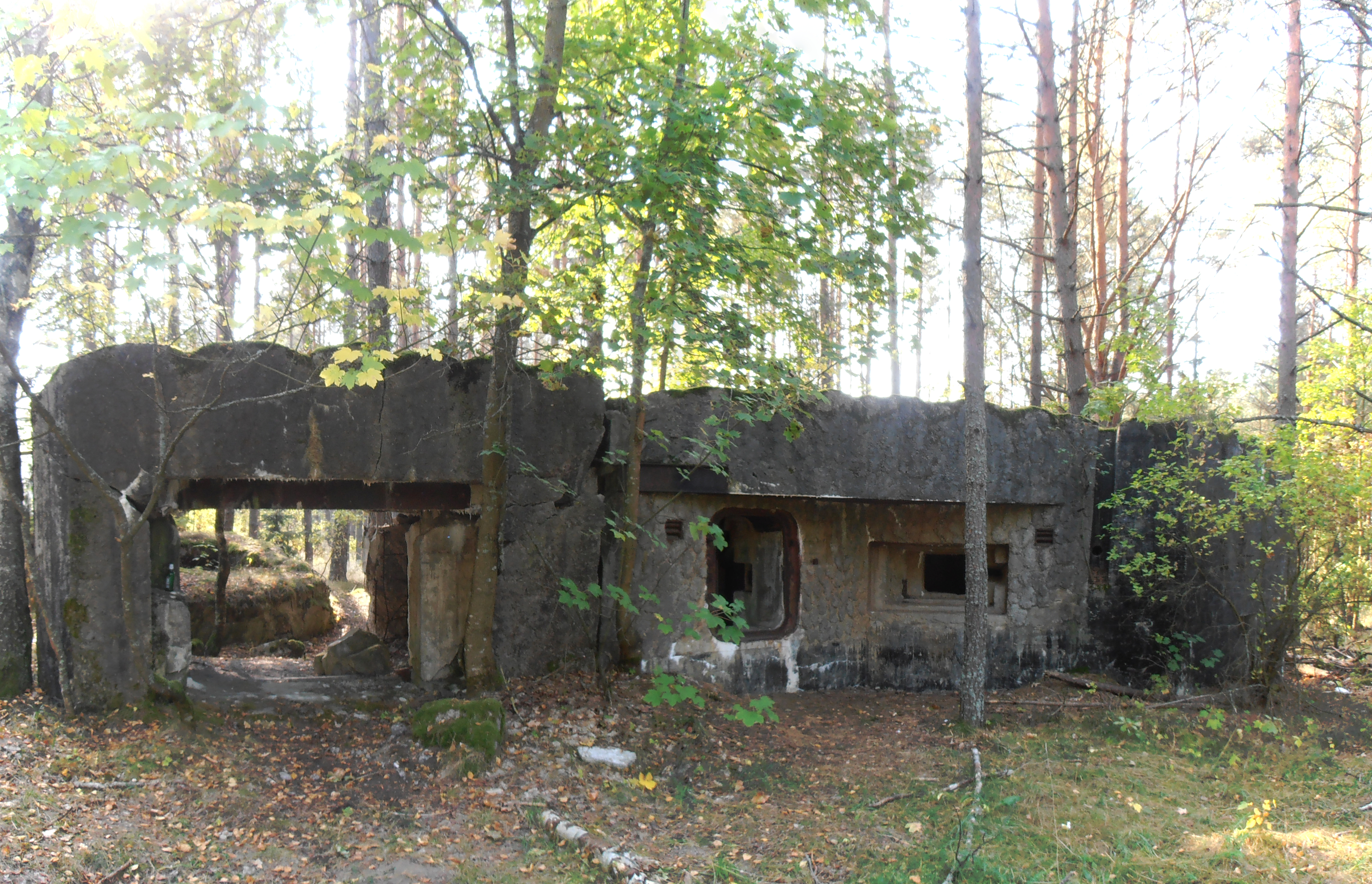
Alte Bunkeranlagen bei Czarny Piec

## Geschichte
Das vor 1785 Schwarzer Theerofen und nach 1820 Schwarzofen genannte kleine Dorf wurde 1756 erstmals erwähnt. Im Jahre 1874 wurde die Landgemeinde Schwarzenofen in den neu errichteten Amtsbezirk Hartigswalde (polnisch Dłużek) im ostpreußischen Kreis Neidenburg eingegliedert, der bis 1945 bestand.
Die Einwohnerzahl von Schwarzenofen belief sich im Jahre 1910 auf 188, im Jahre 1933 auf 185 und im Jahre 1939 auf 303.
Schwarzenofen wurde 1945 in Kriegsfolge zusammen mit dem ganzen südlichen Ostpreußen an Polen überstellt. Das Dorf erhielt die polnische Namensform „Czarny Piec“ und ist heute mit dem Sitz eines Schulzenamtes (polnisch Sołectwo) eine Ortschaft im Verbund der Landgemeinde Jedwabno (1938 bis 1945 Gedwangen) im Powiat Szczycieński (Kreis Ortelsburg), bis 1998 der Woiwodschaft Olsztyn, seither der Woiwodschaft Ermland-Masuren zugehörig. Im Jahre 2011 zählte Czarny Piec 34 Einwohner.

## Kirche
Bis 1945 war Schwarzenofen in die evangelische Kirche Jedwabno in der Kirchenprovinz Ostpreußen der Kirche der Altpreußischen Union, außerdem in die römisch-katholische Kirche Jedwabno im damaligen Bistum Ermland eingepfarrt.
Heute gehört Czarny Piec wiederum zur katholischen Pfarrei in Jedwabno, die jetzt dem Erzbistum Ermland zugeordnet ist. Die evangelischen Einwohner orientieren sich auch wieder nach Jedwabno, dessen Kirchengemeinde nun in der Diözese Masuren der Evangelisch-Augsburgischen Kirche in Polen liegt.

## Verkehr

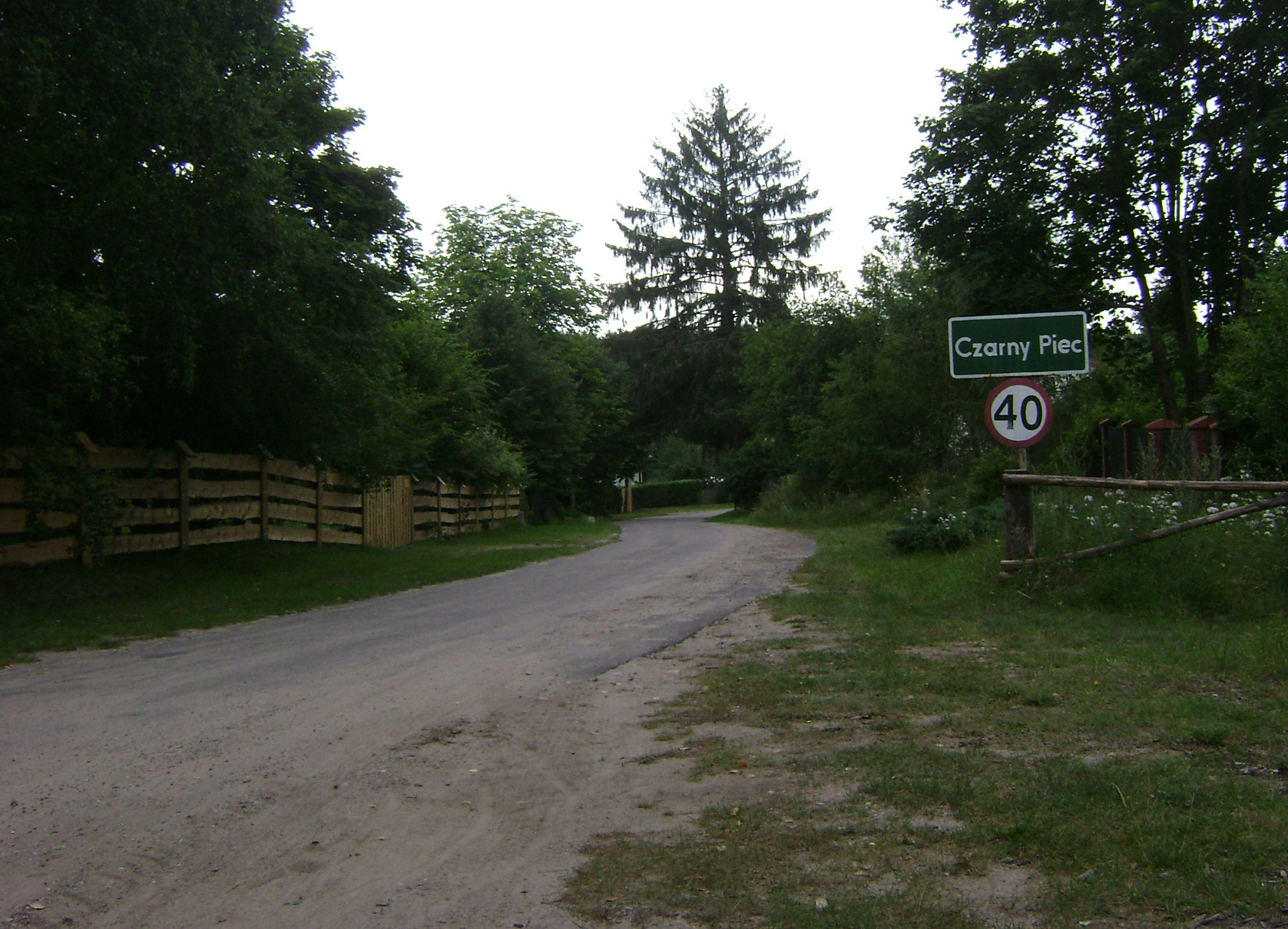
Ortseinfahrt Czarny Piec

Czarny Piec liegt am Endpunkt einer Nebenstraße, die zwischen Dąb (Dembenofen) und Dłużek (Dluszek, 1932 bis 1945 Hartisgwalde) von der Landesstraße 58 in nördlicher Richtung abzweigt. Eine Anbindung an den Bahnverkehr existiert nicht.

## Persönlichkeit
- Richard Boczkowski (* 18. Mai 1953 in Czarny Piec), deutscher Handballspieler